# Bourg-Lastic
Bourg-Lastic – miejscowość i gmina we Francji, w regionie Owernia-Rodan-Alpy, w departamencie Puy-de-Dôme.
Według danych na rok 1990 gminę zamieszkiwało 1069 osób, a gęstość zaludnienia wynosiła 26 osób/km² (wśród 1310 gmin Owernii Bourg-Lastic plasuje się na 206. miejscu pod względem liczby ludności, natomiast pod względem powierzchni na miejscu 80.).